# Parlino
Parlino [parˈlinɔ] (tiếng Đức: Parlin)  là một ngôi làng thuộc khu hành chính của Gmina Stara Dąbrowa, thuộc hạt Stargard, West Pomeranian Voivodeship, ở phía tây bắc Ba Lan. Nó nằm khoảng 7 kilômét (4 mi) phía tây bắc của Stara Dąbrowa, 13 km (8 mi) về phía bắc của Stargard và 32 km (20 mi) về phía đông của thủ đô khu vực Szczecin.